# Jurij Chatuevič Temirkanov
Jurij Chatuevič Temirkanov, noto come Yuri Khatuevich Temirkanov nella traslitterazione anglosassone (in russo Ю́рий Хату́евич Темирка́нов?; Nal'čik, 10 dicembre 1938 – San Pietroburgo, 2 novembre 2023), è stato un direttore d'orchestra russo, fino al 1991 sovietico.

## Biografia
Jurij Temirkanov cominciò l'apprendimento della musica all'età di 9 anni a Nal'čik, capitale della Cabardino-Balcaria, sua città natale.
All'età di 13 anni, trasferitosi a Leningrado, frequentò la “Scuola per bambini di talento”, dove prese lezioni di violino e viola. Entrato al conservatorio di Leningrado, si diplomò prima in viola e poi, nel 1965, in direzione d'orchestra sotto la guida del leggendario Il'ja Musin.
L'anno seguente vinse il "Concorso nazionale di direzione pansovietico", grazie al quale ricevette l'invito da parte del collega Kirill Petrovič Kondrašin a un tour con David Ojstrach e l'orchestra filarmonica di Mosca.
Nel 1967 debuttò con la filarmonica di Leningrado come assistente di Evgenij Mravinskij: quest'ultimo lo farà nominare direttore principale l'anno seguente. Rimarrà in questo ruolo per otto anni, fino alla sua nomina, nel 1976, a direttore musicale dell'"Opera e balletto Kirov", oggi Teatro Mariinskij.
Dal 1978 diresse come ospite la Royal Philharmonic Orchestra e dal 1992 al 1998 ne fu il direttore principale. Fu direttore musicale dell'orchestra sinfonica di Baltimora dal 2000 al 2006 e diresse come ospite le filarmoniche di Berlino e di Vienna, la Staatskapelle di Dresda, l'Orchestra reale del Concertgebouw a New York, Filadelfia, San Francisco, Roma, l'orchestra dell'Accademia Nazionale di Santa Cecilia e l'orchestra nazionale di Francia.
Temirkanov fu il primo artista russo al quale fu consentito di esibirsi negli Stati Uniti d'America dopo la crisi con l'Unione Sovietica seguita alla guerra in Afghanistan nel 1988. 
In seguito fu direttore dell'Orchestra filarmonica di San Pietroburgo, nonché primo direttore ospite dell'orchestra sinfonica della radio nazionale di Danimarca e "conductor laureate” della Royal Philharmonic Orchestra di Londra.
Particolarmente significative furono alcune interpretazioni čajkovskiane da lui curate come l’Eugenio Onegin e La dama di picche.
Dal 1º gennaio 2009 Temirkanov fu Direttore Musicale del Teatro Regio di Parma, incarico che lo vedrà impegnato fino alle celebrazioni del bicentenario verdiano del 2013.
Nel 2015 fu insignito del premio "Arthur Rubinstein - Una vita nella musica" dal Teatro La Fenice.

## Onorificenze e premi
- 2002: Premio Abbiati della Critica Musicale Italiana
- 2003: Medaglia della Presidenza della Repubblica della Federazione Russa
- 2003: Direttore dell'anno in Italia
- 2015: Premio "Arthur Rubinstein - Una vita nella musica"

## Discografia
- Shostakovich Symphony No. 13 "Babi Yaar", 27/3/07, 88697021632
- The Rachmaninoff Collection, 27/6/06, 82876852482
- Tchaikovsky Symphony No. 5; Capriccio Italien Classic Library Series, 22/3/05, 82876658312
- Grieg Peer Gynt - Incidental Music; Norwegian Dances; Bridal Procession: Classic Library Series, 22/3/05, 82876658342
- Tchaikovsky Symphony No. 6 "Pathétique"; Romeo and Juliet, 12/10/04, 82876623202
- Prokofiev Symphonies Nos. 1 & 5; Lieutenant Kijé Suite, 12/10/04, 82876623192
- Prokofiev Alexander Nevsky: Classic Library Series, 13/7/04, 82876608672
- Mussorgsky Pictures at an Exhibition; Songs and Dances of Death; Khovanshchina, Classic Library Series, 20/4/04, 82876594232
- Tchaikovsky Symphonies N. 1-6, 3/12/03, 82876557812
- Shostakovich/Prokofiev On Guard for Peace, 10/11/98, 09026688772
- Sergeij Prokofiev Alexander Nevskij, 12/11/96, 09026686422
- Shostakovich Symphony No. 7, Op. 60 in C "Leningrad" , 16/1/96, 09026625482
- Rachmaninoff Symphonic Dances, 10/1/95, 09026627102
- Rachmaninoff Symphony N.2 Op.27, 14/6/94, 09026612812
- Rimsky-Korsakov Scheherazade/Russian Easter Overture, 9/2/93, 09026611732
- Rimskij Korsakov-La leggenda della città invisibile di Kitezh/Sheherazade; SIGNUM CLASSICS,2013.
- The six Symphonies, BMG Ricordi, 1993